# Río Vivi
El río Vivi (en ruso: Виви) es un río asiático del norte de Siberia, un afluente del río Tunguska Inferior,  a su vez afluente del curso inferior del río Yeniséi. Su longitud total es 426 km y su cuenca drena una superficie de 26.800 km² (un poco mayor que Macedonia y Ruanda).
Administrativamente, el río discurre por el krai de Krasnoyarsk de la Federación de Rusia.

## Geografía
El río Vivi nace en la parte meridional de la meseta de Putorana, en el lago homónimo. El río discurre siempre en dirección sursureste, con un curso relativamente recto, drenando un valle estrecho lleno de lagos (alrededor de 500) de la parte noroccidental de la meseta Central de Siberia. El río desemboca por la margen derecha en el curso medio del río Tunguska Inferior, en Vivi.
El río corre a través de una región remota montañosa poco habitada, con un clima muy severo, de modo que en su curso no encuentra ningún centro urbano de importancia y solamente pequeños asentamientos que se construyen sobre el suelo de permafrost. No hay vegetación, excepto musgos, líquenes y algunas hierbas.
Al igual que todos los ríos siberianos, sufre largos períodos de heladas (seis/siete meses al año, desde finales de octubre a mayo) y amplias extensiones de suelo permanecen permanentemente congeladas en profundidad. Al llegar la época estival, como se deshielan primero las zonas más al sur, el río inunda amplias zonas bajas próximas a sus riberas y sube bastante su nivel.